# Святогорская лавра
Успе́нская Святого́рская ла́вра (укр. Свято-Успенська Святогірська лавра) — мужской монастырь Донецкой епархии Украинской православной церкви (Московского Патриархата) в городе Святогорске Донецкой области. Из числа монахов, подвизавшихся в монастыре, 17 были прославлены в лике святых. В 2004 году получил статус лавры.
До 1918 года — Святогорская Успенская пустынь, общежительная Харьковской епархии. С 2007 года после разделения Донецкой епархии лавра, хотя и стоит на территории Горловской епархии, приписана к Донецкой епархии.
Монастырь на правом высоком меловом берегу Северского Донца (на т. н. Святых горах, в одноимённом национальном парке). Кроме наземных строений, имеются меловые пещеры.

## История

### Первый монастырь и его упразднение
Святогорский монастырь в бывшем Славяногорске над Северским Донцом берет своё начало со времён перед татарским нашествием, когда Бату-хан разрушал «мать городов русских» — Киев. Хотя первые письменные упоминания об этом монастыре датируются 1526, академик Д. И. Багалий в труде «Из прошлого Святогорского монастыря» писал: «Монастырь, или церковь, существовал еще в предмонгольский период». Первые христианские поселения, а возможно и монастырь, появились на этих горах ещё до Крещения Руси, когда почитатели икон были вынуждены покидать охваченную иконоборчеством Византию и искать убежища за пределами империи. Часть из них скрывалась в Южной Италии, часть на Кавказе, а часть через Крым поднялась по Дону и Северскому Донцу. Об этом свидетельствуют древние пещерные обители по берегам этих рек и находки современных археологов.
Чтобы добраться до вершины скалы, нужно пройти более километра пещерами, которые были вырублены в меле более тысячи лет назад.
Именно в этих краях в середине IX века проповедовали хазарам православную веру Кирилл и Мефодий. О древних христианских поселениях в этой местности свидетельствует и Ипатьевская летопись, в которой говорится, что в 1111 году местные христиане встречали здесь великого князя Владимира Мономаха. В течение почти всей истории монастыря эти пещеры были убежищем для иноков во время гонений. В XIII веке христиане пытались здесь спастись от монголо-татарских орд Батыя, в XVI—XVII веках монастырь был форпостом на границе с татарской степью и католической Польшей. Именно сюда в те времена переселялась братия с увлеченной Унией Почаевской Лавры. Позже княжество Московское, которое в 1547 г. стало царством, использовало «Святые горы» для расположения в монастыре своей стражи.
Монастырь защищали с одной стороны пучины реки, а с другой — глухие леса. Это позволяло Изюмскому полку, на территории которого находился монастырь до 1764 г., успешно отражать вражеские атаки. В частности, Крымская армия пять раз (в 1664, 1679, 1680, 1691 и 1737) нападала на него, но не уничтожила. Каждый раз после нападения он возобновлялся. После вхождения Крыма в состав России в 1788 году монастырь потерял военное значение.
В 1787 году по указу российской императрицы Екатерины II Святогорский монастырь был упразднён, а принадлежавшие ему деревни, земли и угодья отобраны в казну. В 1790 году новым владельцем Святогорья стал князь Потемкин-Таврический. По указу Святейшего Синода монастырские храмы Успения Божией Матери и святителя Николая на скале обращены в приходские, а прочие разобраны и увезены. В упразднённом состоянии обитель находилась почти 57 лет.
Второй раз открыт монастырь только в 1844 году. Через 15 лет началось строительство монументального Успенского собора высотой 53 м и длиной 42 м. Напротив него уже с 1851 года возвышалась Покровская церковь с колокольней, которая имела 8 колоколов. Самый большой из них весил 6354 кг. В Покровской церкви содержалась ризница, библиотека и архив монастыря. Он уже не имел старинных предметов, потому что их разворовали царские чиновники, закрывавшие монастырь в 1788 г.

### Возрождение в XIX веке

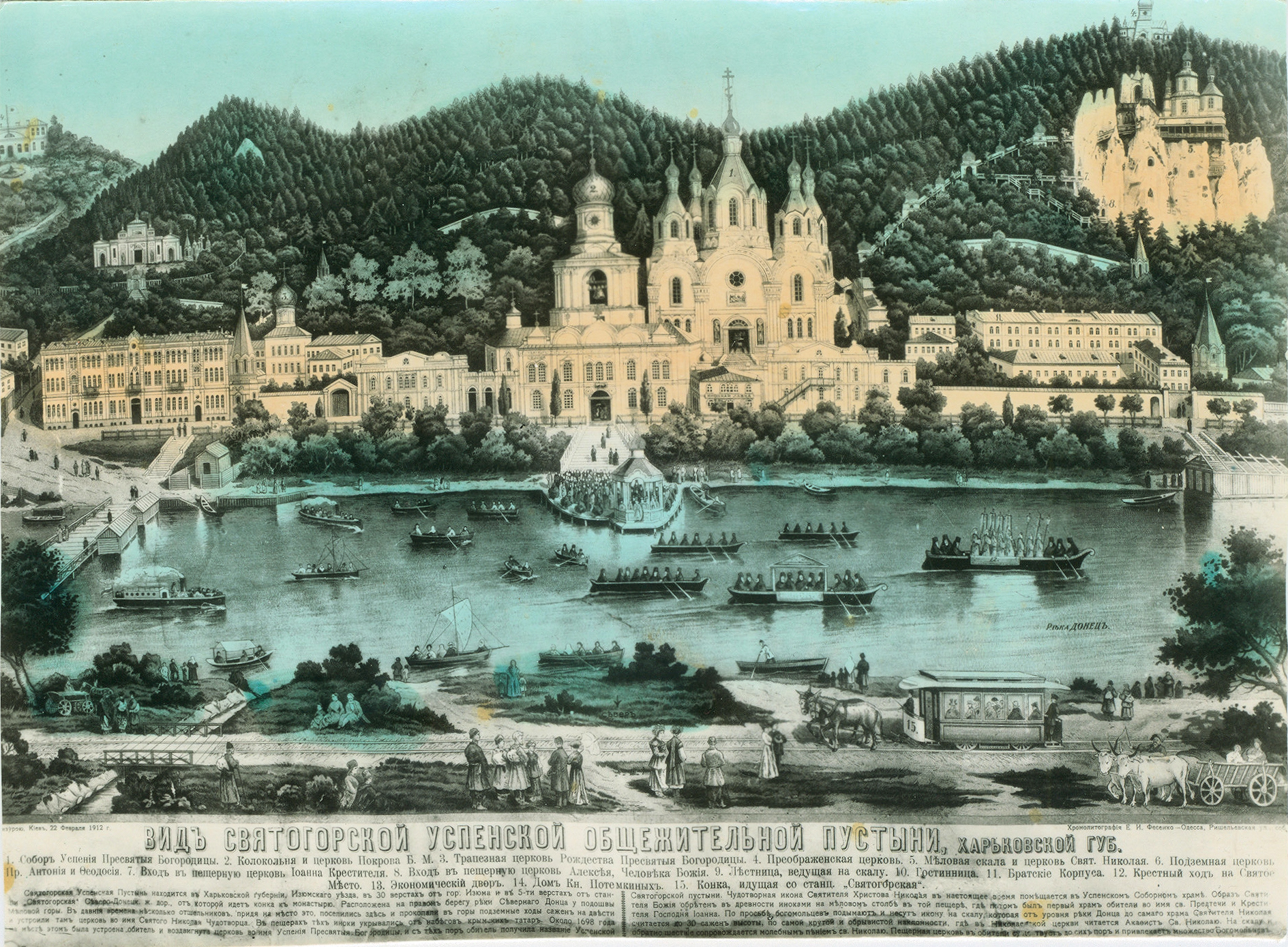
Хромолитография 1912 года

В 1844 году по ходатайству землевладелицы Татьяны Потёмкиной указом российского императора Николая I Святогорский монастырь был восстановлен по чину и уставу Глинской пустыни Курской епархии.
Монастырь имел кирпичные мастерские, мельницы, разные мастерские, торговые лавки, был известен замечательными видами и притягивал много богомольцев.
В конце XIX века у места крушения поезда с императорской семьёй в селе Борки в Харьковской губернии был устроен Спасов скит с храмом Христа Спасителя. Также действовали пещерный Арсеньев скит, Ахтырский скит (больничный хутор).
Перед Первой мировой войной в монастыре находилось около 600 монахов. Также действовали пещерный Арсеньев скит, Ахтырский скит (больничный хутор).

### Закрытие в советское время и возрождение после распада СССР
В 1922 году монастырь был ликвидирован, а на его месте образован Санаторий им. Арётема.

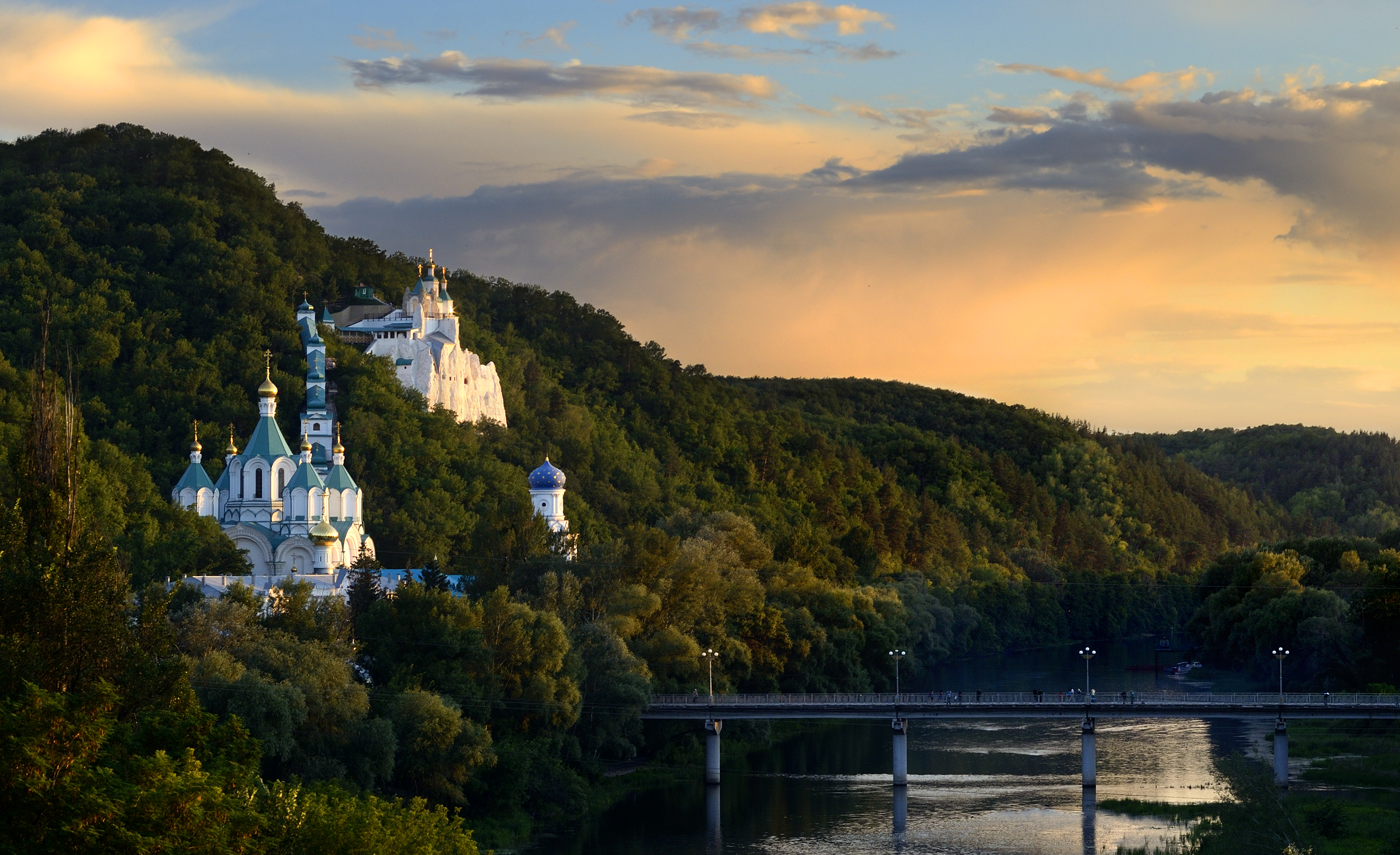
Вид на Николаевскую церковь и мост

Святогорская обитель была вновь открыта в 1992 году. Первыми насельниками были монах, священник (в будущем архимандрит) Серафим и четверо молодых послушников из Донецка. В том году монастырю отдали здание Успенского собора.
В 1995 году, когда увеличилось количество братии, начали реставрацию и восстановление храмов и корпусов обители.
28 ноября 2003 года Святогорскому монастырю передали находившиеся в ведении Славяногорского историко-архитектурного заповедника и санатория «Святые Горы» жилые и хозяйственные строения.
9 марта 2004 года Священный синод Украинской православной церкви присвоил монастырю статус лавры.
12 июля 2008 года в Успенском соборе лавры за литургией был совершён чин прославления Собора святых отцов, во Святых Горах на Донце просиявших. В Собор святогорских отцов вошли 17 святых: один святитель, 11 преподобных, четверо преподобноисповедников и один Христа ради юродивый. Решение о канонизации 16 из них было принято на заседании Священного синода Украинской православной церкви 8 мая 2008 года (журнал № 38). Преподобный Иоанн, затворник Святогорский, был прославлен 24 августа 1995 года.
7 июля 2009 года братией монастыря были обретены мощи первого настоятеля Святогорской пустыни по её возобновлении в 1844 году архимандрита Арсения (Митрофанова) и мощи подвижника и прозорливца преподобного Исаакия (Головина).
Летом 2014 года в монастыре нашли приют 800 эвакуирующихся из зоны военных действий, в том числе 300 детей.

### Вторжение России на Украину (2022)

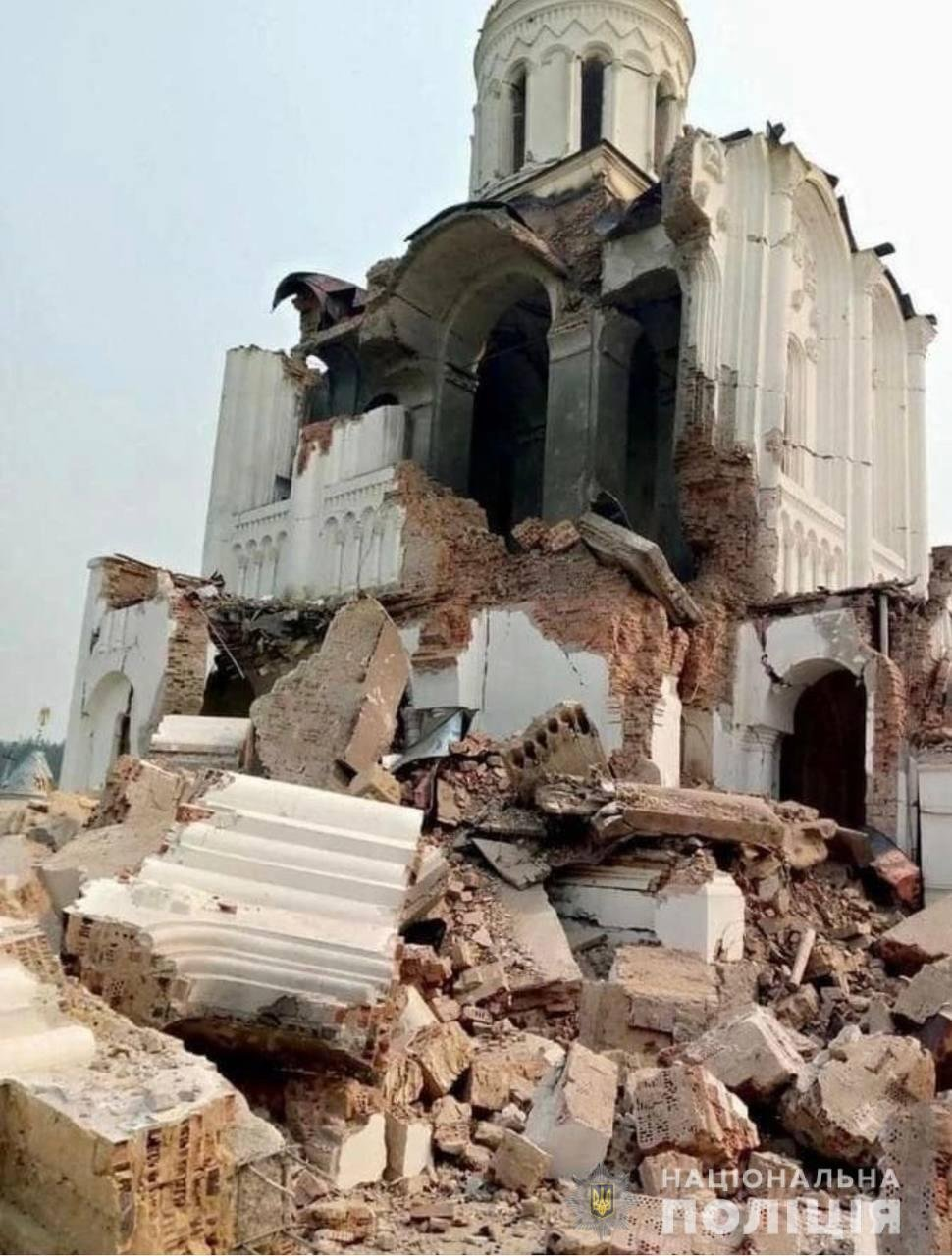
Георгиевский храм Георгиевского скита лавры после обстрела российскими войсками

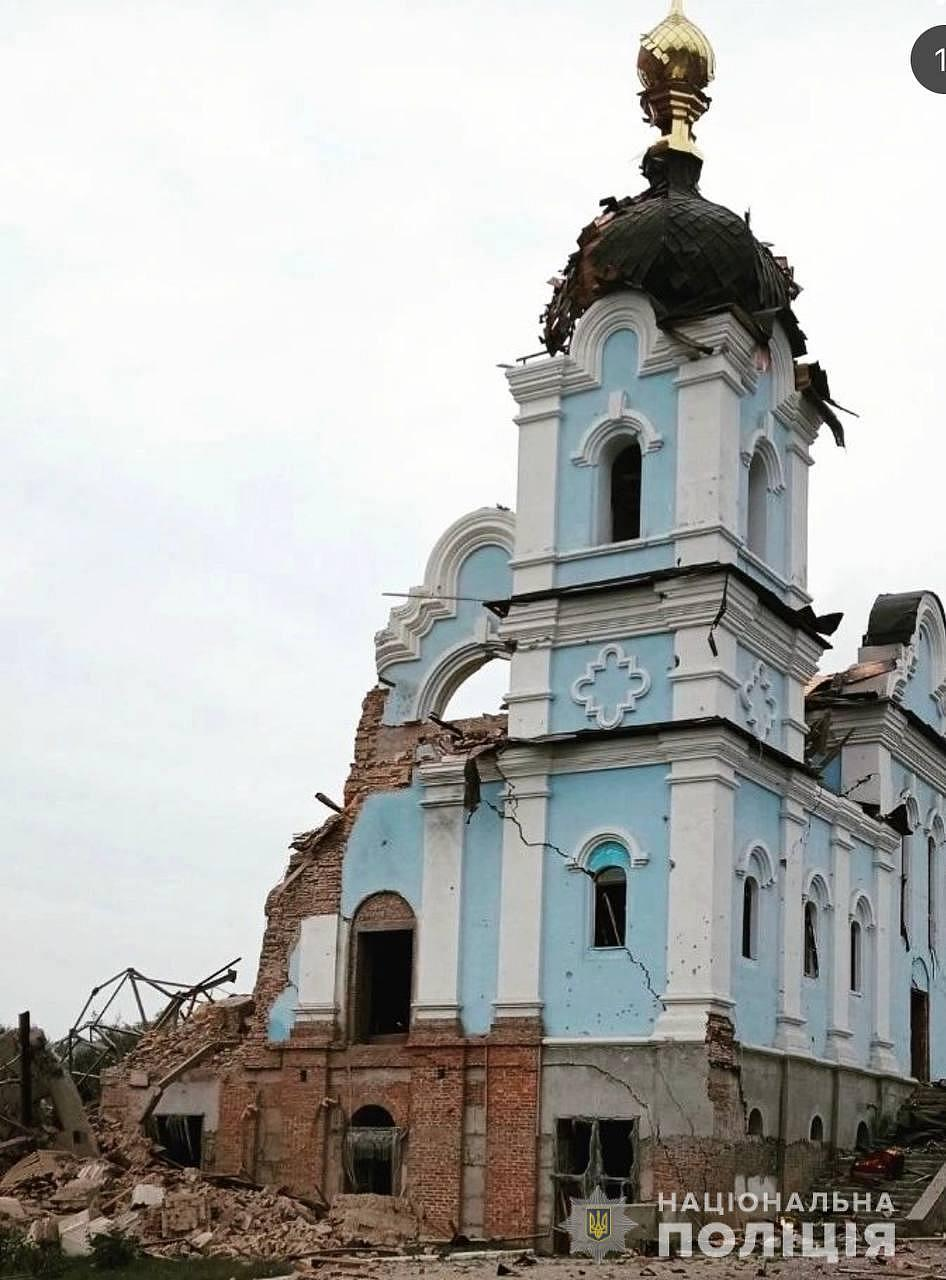
Скит в честь иконы Божией Матери «Всех скорбящих Радость»

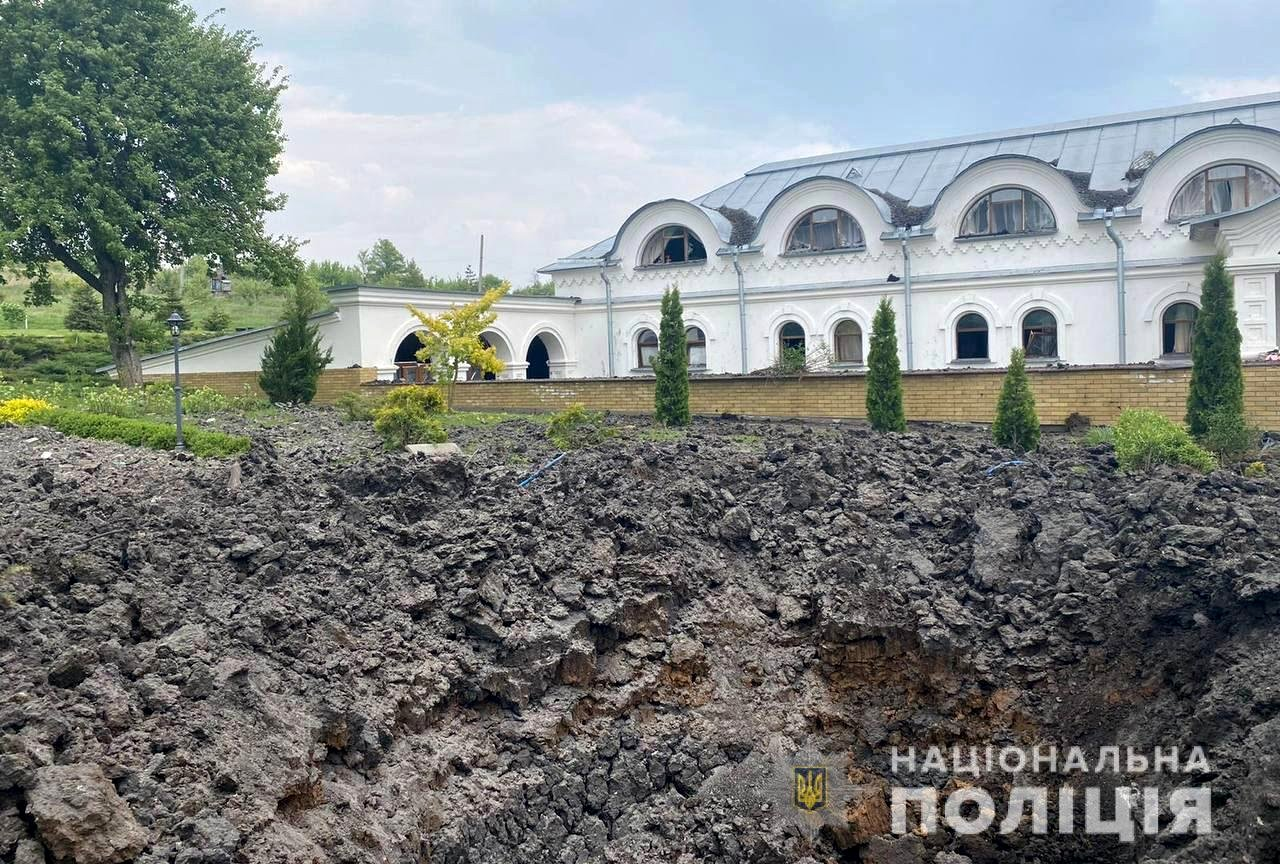
Скит Иоанна Шанхайского

В период вторжения России на Украину обитель стала убежищем для эвакуирующихся из зоны военных действий.
12 марта 2022 года рядом с Лаврой произошёл взрыв, от которого были выбиты окна в Успенском соборе и Покровском храме и пострадала гостиница Лавры, где на тот момент проживало несколько сот беженцев; некоторые получили ранения осколками оконного стекла. Митрополит Святогорcкий Арсений (Яковенко) сообщил, что по Лавре «был нанесён авиационный удар» («Бомба упала непосредственно рядом, возле моста, который соединяет правый и левый берег Северского Донца и Лавру с городом Святогорском.»).
4 мая российские войска обстреляли лавру снова, ранив 7 человек. 7 мая ударом российской армии был уничтожен Свято-Георгиевский скит лавры в селе Долина. 9 мая пострадал скит Иоанна Шанхайского в селе Адамовка, 12 мая — собор святых мучениц в Святогорске, 17 мая разрушен скит в честь иконы «Всех скорбящих Радость» в селе Богородичное. 30 мая были обстреляны монашеские корпуса; погибли двое монахов и монахиня, три монаха получили ранения. Количество погибших и пострадавших мирян неизвестно. 1 июня было обстреляно главное здание Лавры. 4 июня в результате обстрелов сгорел главный храм Всехсвятского скита в селе Татьяновка. Российские власти отрицают свою причастность и обвиняют украинские войска в поджоге монастыря перед тем, как отступить. 6 июня был разрушен ведущий к Лавре мост через реку. На следующий день министр обороны России Сергей Шойгу объявил об «освобождении» Святогорска. Однако лавра, расположенная на другом берегу реки, осталась под контролем Украины. Её регулярные обстрелы продолжились.
25 сентября 2023 года Священный синод Украинской православной церкви постановил подчинить лавру митрополиту Киевскому и всея Украины Онуфрию в статусе ставропигии.

## Список настоятелей и наместников
- ок. 1624 - Симеон, иеромонах
- ок. 1640 - Кирилл, иеромонах
- ок. 1651 - Игнатий, иеромонах
- ок. 1654 - Феофан, игумен
- ок. 1661 - Гавриил, иеромонах
- ок. 1672 - Корнилий, игумен

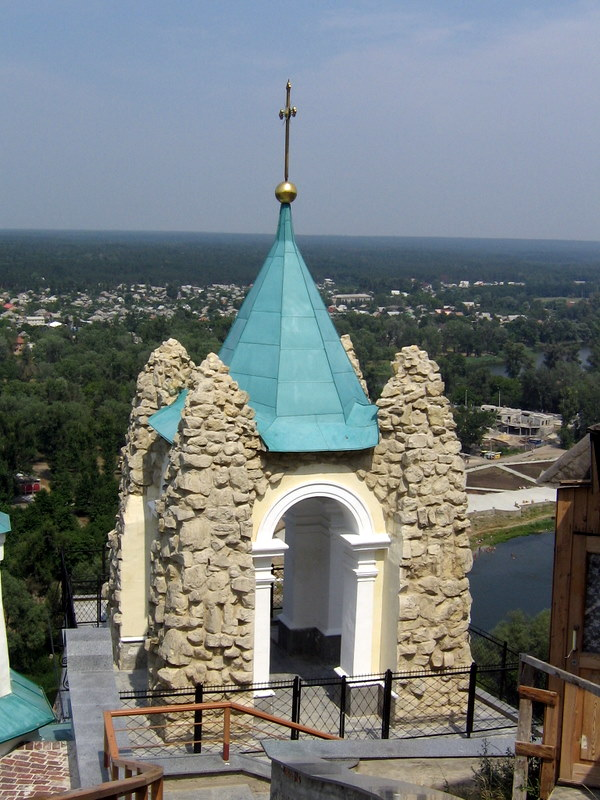
Андреевская часовня, XIX век

- ок. 1679 - Иоиль Озерянский, архимандрит
- ок. 1687 - Иосиф (Кононович), архимандрит
- ок. 1691 - Феодосий, архимандрит
- ок. 1701 - Вениамин, архимандрит
- ок. 1705 - Иона, игумен
- ок. 1707 - Вассиан (Васильковский), архимандрит
- ок. 1714 - Севастиан (Юхновский), архимандрит
- ок. 1720 - Арсений (Зарудный), архимандрит
- ок. 1723 - Митрофан (Шеинков), архимандрит
- 1733—1737 - Иларион (Григорович), архимандрит
- 1738—1758 - Фаддей (Кокуйлович), архимандрит
- 1758—1765 - Рафаил (Мокренский), архимандрит
- с 1765 - Лаврентий (Кордет), игумен
- ок. 1766 - Матфей (Млодзинский), архимандрит
- ок. 1767 - Сильвестр (Кияновский), игумен
- с 1770 - Феофан (Феодоровский), архимандрит
- до 1787 - Филарет (Финевский), игумен
- 1787—1788 - Венедикт, архимандрит
- 1844—1859 - Арсений (Митрофанов), архимандрит
- 1859—1890 - Герман (Клица), архимандрит
- 1890—1909 - Вассиан (Дегтярёв), архимандрит
- 1909—1922 - Трифон (Скрипченко), архимандрит
- 1926—1931 — временно исполнял обязанности настоятеля Святогорской Успенской пустыни при Всехсвятской кладбищенской церкви, руководил оставшейся братией - Иоанн (Стрельцов), игумен,
- 1992—1995, до монашеского пострига строитель — протоиерей Николай Лаврик, после пострига наместник — иеромонах, затем игумен и позже архимандрит Серафим - Серафим (Лаврик), архимандрит
- с 20 января 1995, наместник — игумен, затем архимандрит, епископ, архиепископ, митрополит - Арсений (Яковенко)

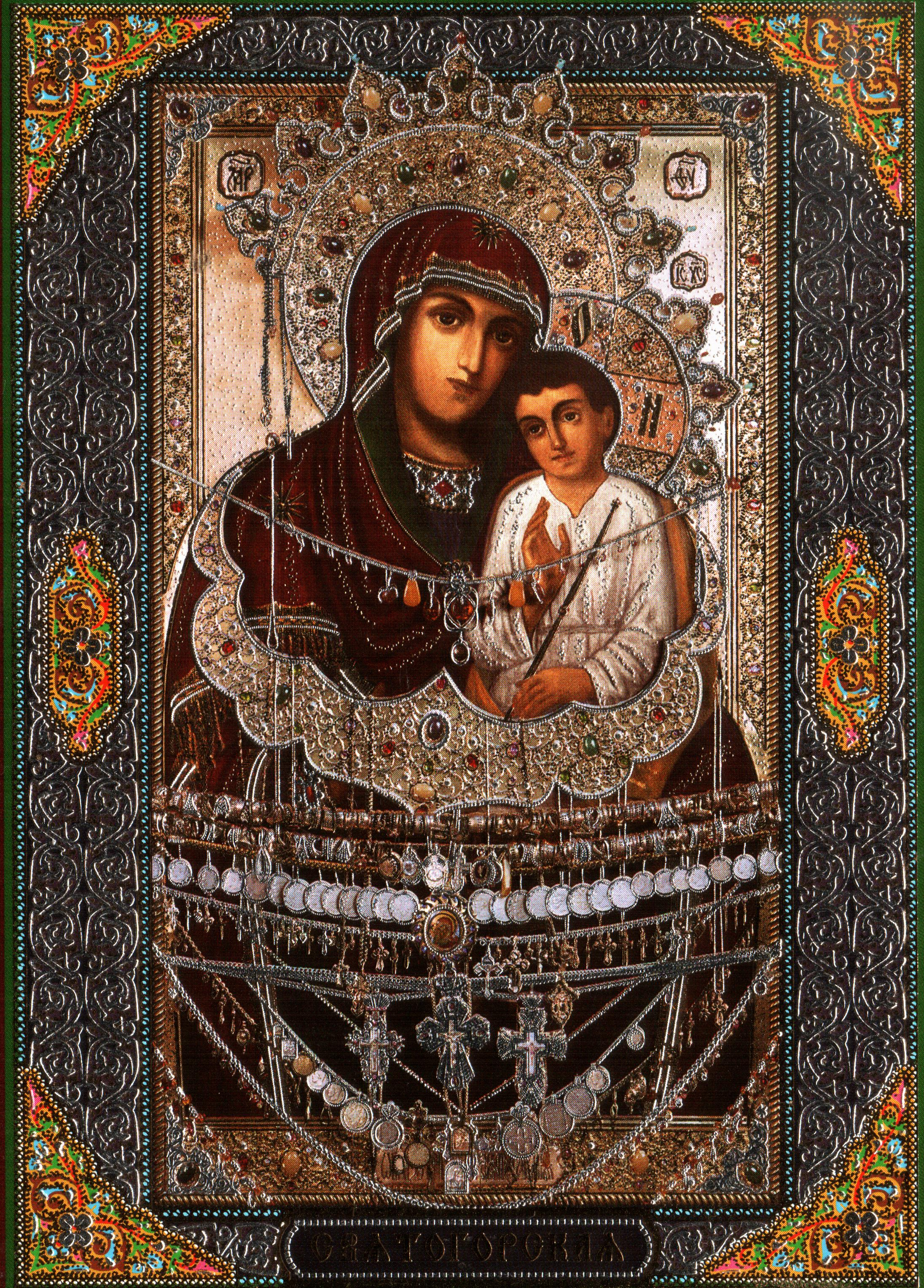
Святогорская икона Божией Матери

## Описание монастыря

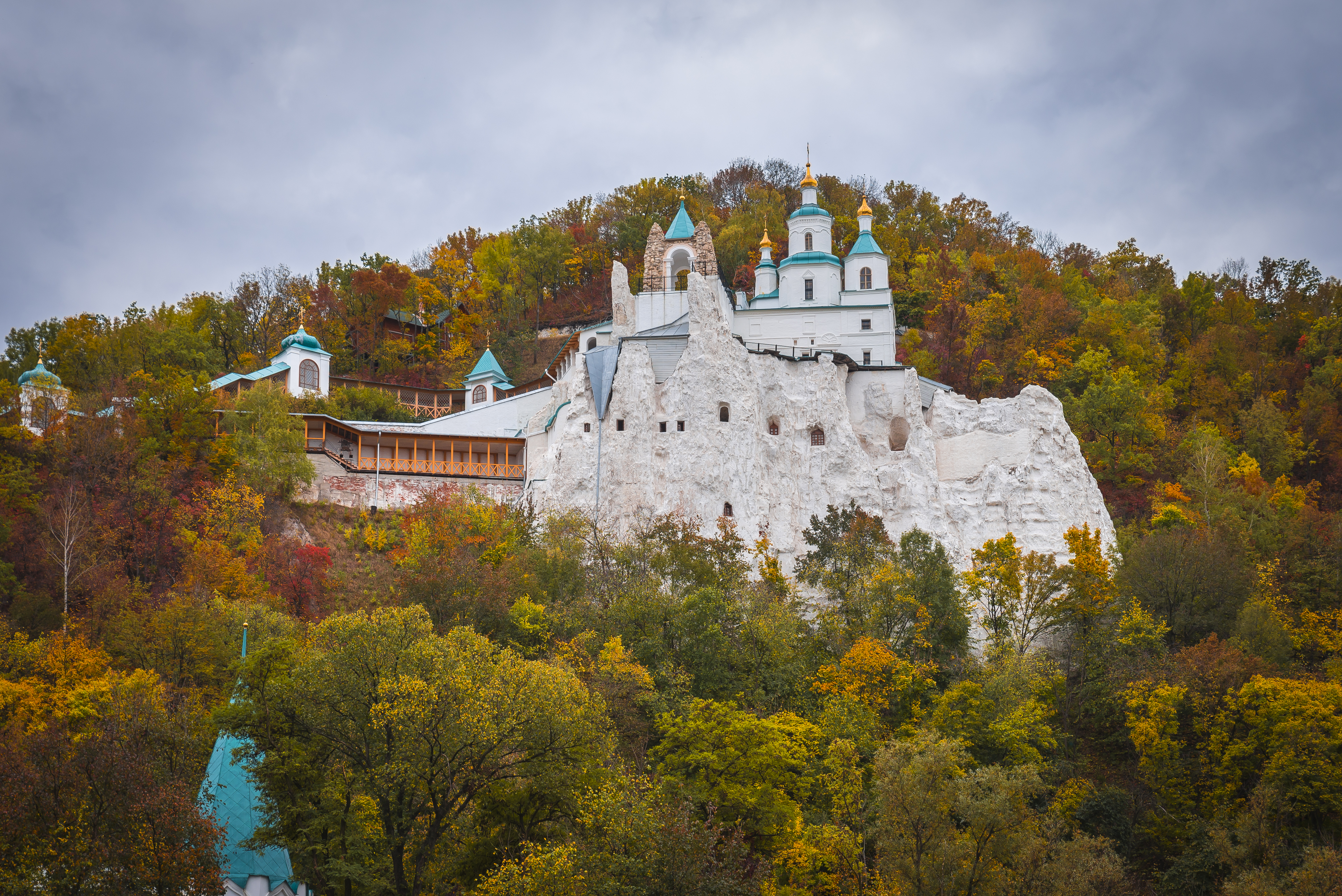
Меловые пещеры с церковью святителя Николая над ними

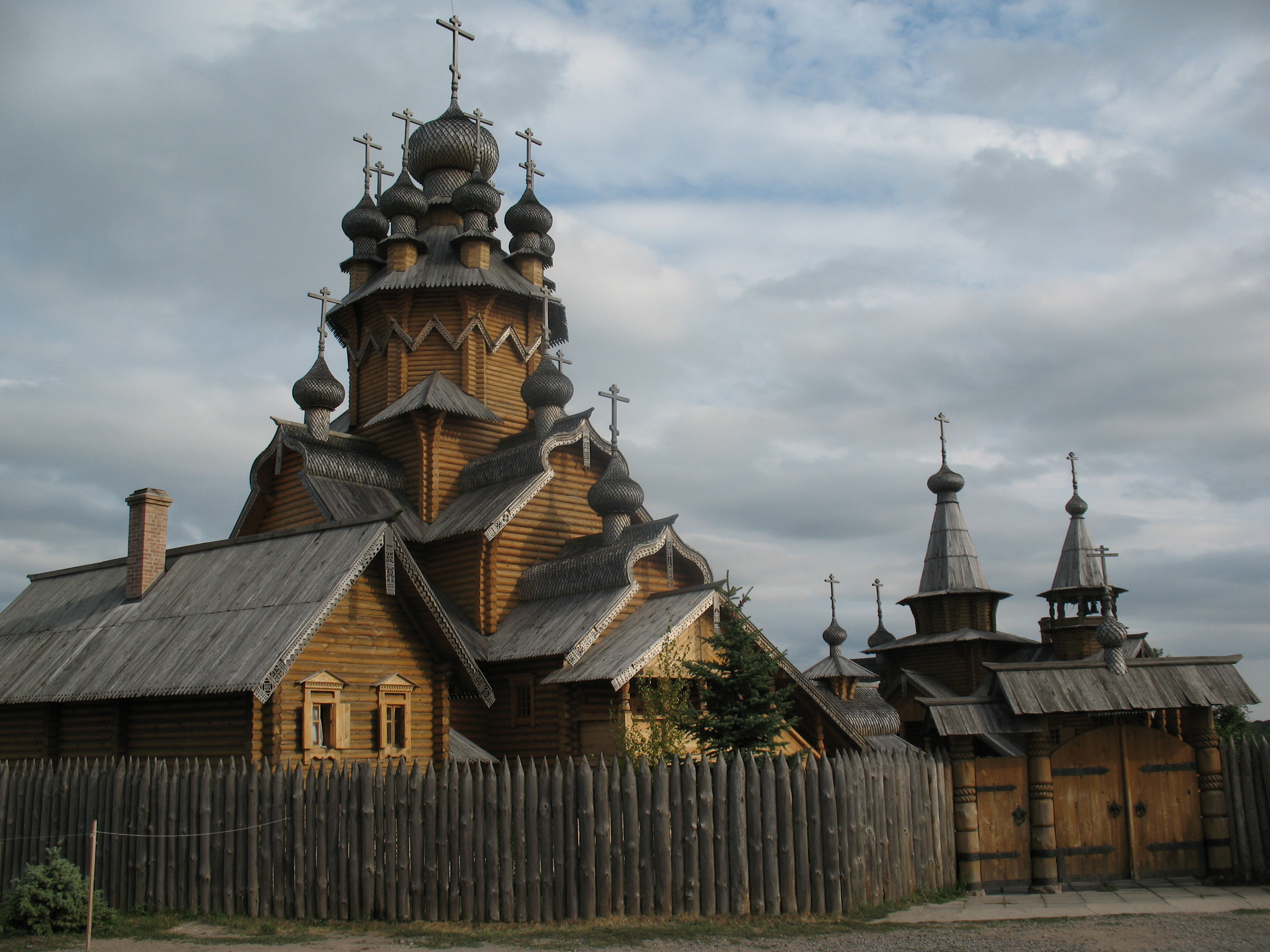
Деревянная церковь Всех Святых (Всехсвятский скит) в 2010 году

Первые монахи выкопали храмы и кельи в верхнем ярусе. Через маленькие оконные проёмы в них проникал свет, освещавший фрамугу (нишу) для иконы, вырубленную в меловой скале лежанку, ступеньку, проёмы для дверей. Кельи соединяются с квадратным залом со сводом, опирающимся на массивный столб в центре. В восточной стене ещё видны следы от иконостаса первой подземной церкви Святогорского монастыря до 1632 года. Сначала она называлась Успенской, затем Николаевской, а в XIX веке — Иоанна Предтечи.
От этой пещерной церкви разветвляются лабиринты тротуаров и келий. Один небольшой тротуар соединяет её с квадратной трапезной, севернее которой шёл проход на верхний третий ярус пещер, где была Успенская церковь. Второй проход ведёт к нижнему ярусу пещер с Алексеевской пещерной церковью высотой до 4 м. В 1753 году, во времена царствования императрицы Елизаветы Петровны, сюда сослали раскольника Чекменьева, который «сеял между простым народом ереси». Алтарная часть Алексеевской церкви имела форму сегментной фрамуги и была отделена от основного пространства пилястрами, на которые опирается арка, где крепится иконостас.
В незаметном месте внутри меловой горы расположена церковь преподобных отшельников (затворников) Антония и Феодосия. Небольшой коридор, вырубленный в меловой породе, ветвится на три коридора, ведущих к главному месту в церкви. Основали её последователи киевских монахов, бежавших сюда от Батыевых орд. Неподалёку от неё археологи нашли посуду VIII—X веков.
На площадке мелового утёса торчат остатки трёхкамерной Николаевской церкви, построенной в стиле слободского барокко. Согласно рисунку монастыря, в 1679 году на том месте поднимались три массивных меловых конуса с прорубленными окошками. Очевидно, пещерная Успенская церковь под влиянием природы или человека частично обрушилась и обнажила часть интерьера (внутреннего пространства). Церковь не только дополнила утраченную часть меловой скалы, но и стала её украшением. Как в других украинских церквях, её купола расположены по оси восток-запад. Украинские мастера XV—XVI веков, пытаясь придать своим строениям стройный вид, обычно ставили на восьмигранник большего объёма восьмигранник меньшего объёма. Над алтарём церкви возвышается пирамидальная башня с небольшим барабаном и грушевидным куполом. Подобным куполом увенчан западный алтарь. Западную башню украшает декоративный орнамент из кирпича по окружности (периметру) башни.

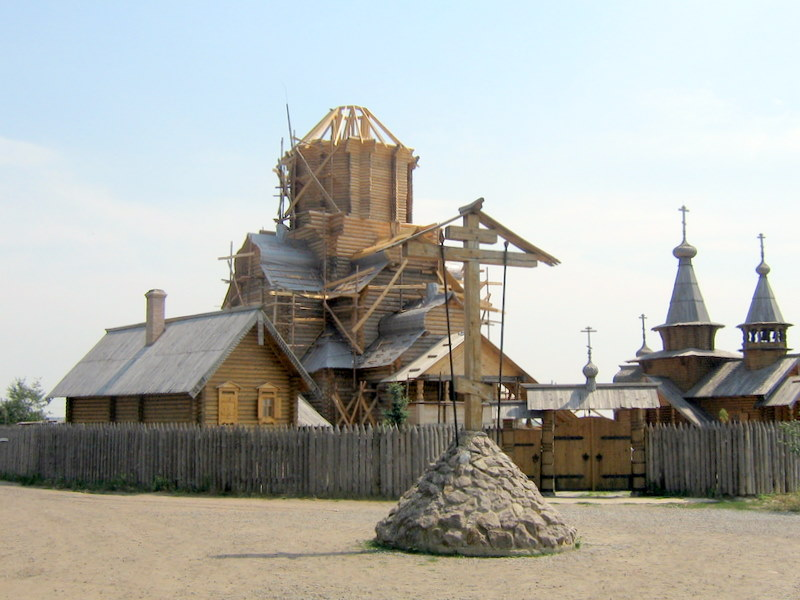
Монашеский скит
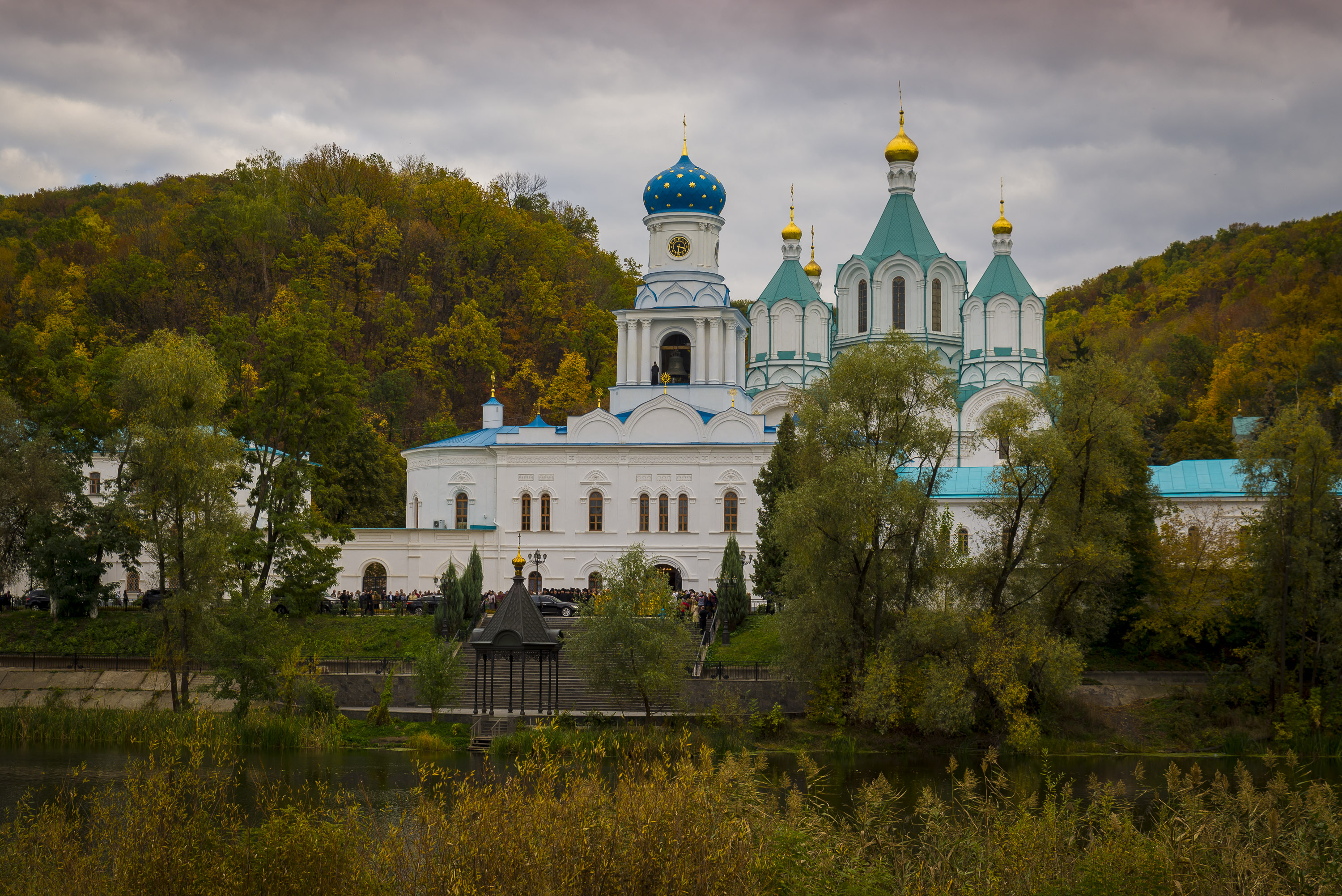
Свято-Покровская церковь
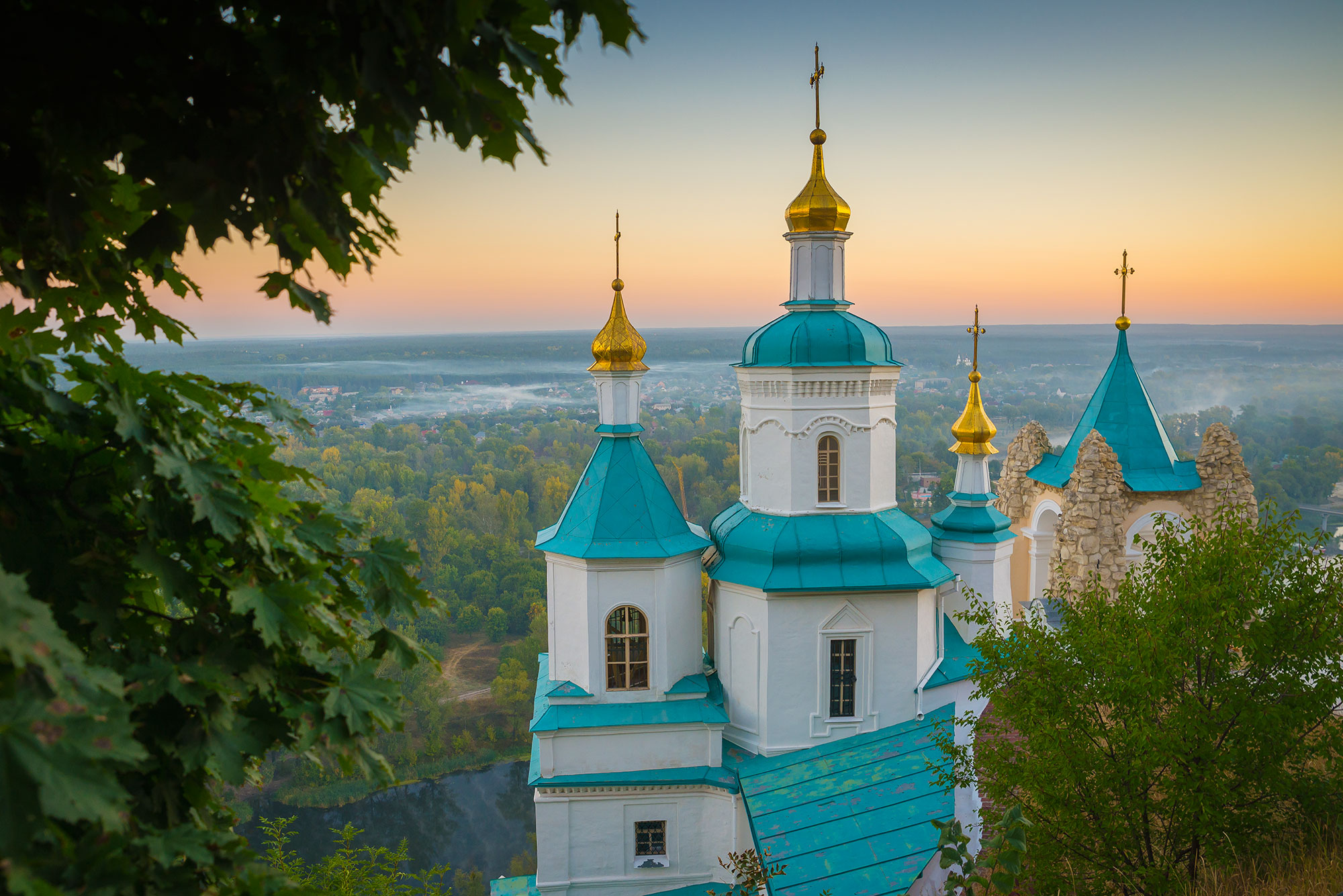
Николаевская церковь
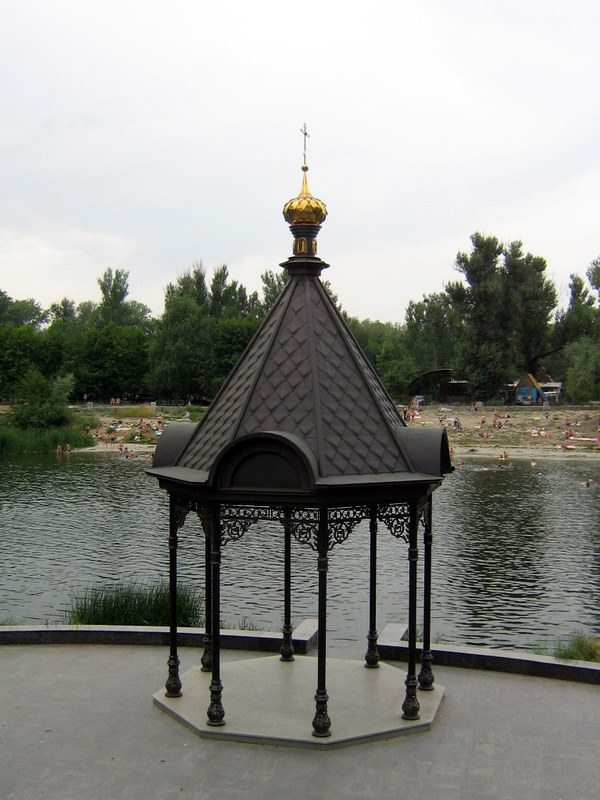
Спуск к воде

## Святые

Герман Святогорский

### Святители
- епископ Крутицкий Иларион (Григорович) (1696—1759);

### преподобные
- архимандрит Фаддей (Кокуйлович) (около 1694—1758);
- архимандрит Рафаил (Мокренский) († 1765);
- архимандрит Арсений (Митрофанов) (1805—1859);
- архимандрит Герман (Клица) († 1890);
- архимандрит Софроний (Смирнов) (1828—1921);
- иеросхимонах Лонгин (Грифцов), (1798—1882);

- иеромонах Феодосий († 1850);

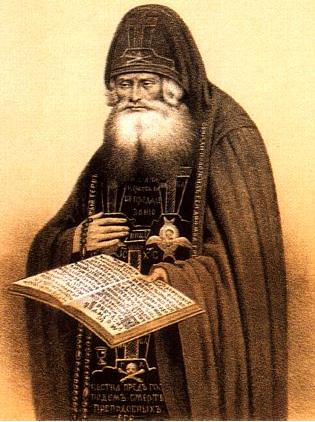
Иоанн Святогорский

- иеромонах Киприан (Манько) (1811—1874);
- иеромонах Иоанникий (Аверкиев) (1823—1882);
- иеромонах Исаакий (Головин) († 1903);
- иеросхимонах Иоанн (Крюков), затворник Святогорский (1795—1867);

### преподобноисповедники
- архимандрит Иоиль Озерянский (XVII век);
- архимандрит Трифон (Скрипченко) (1865—1939);
- схиархимандрит Михаил (Галушко) (1877—1961);
- игумен Иоанн (Стрельцов) (1885—1970);

### юродивые
- монах Феофил (Шаронин) († 1868).

## Монастырские храмы
Храмы и часовни, находящиеся на территории Святогорской лавры:
- собор Успения Пресвятой Богородицы (1859—1868);
- церковь Покрова Пресвятой Богородицы (с нижним храмом праведного Филарета Милостивого; 1850);
- церковь святителя Николая Чудотворца (1851);
- пещерный храм Рождества Иоанна Предтечи (до XVI в.);
- пещерный храм преподобного Алексия, человека Божия (1861 г.);
- пещерный храм преподобных Антония и Феодосия Печерских (до XVIII в.);
- часовня апостола Андрея Первозванного (сер. 1850-х гг.)

Новые постройки
- церковь Рождества Богородицы (2011 г.);
- церковь святого пророка царя Давида (2011 г.);
- церковь в честь всех преподобных отцов, в подвиге просиявших (2011 г.);
- часовня водосвятная (2004 г.);
- часовня преподобных Арсения и Германа Святогорских (2009 г.);
- часовня преподобных отцов Киево-Печерских (2013 г.);
- часовня надкладезная (идёт строительство);
- Кирилло-Мефодиевская лестница (восстановлена в 2013 г).

Приписные храмы и часовни в окрестностях
- собор в честь мучениц Веры, Надежды, Любви и матери их Софии (строится в Святогорске как соборный храм города);
- Всехсвятский скит (2005 г.)
- Богородичный женский скит (2005 г.) в селе Богородичное (Славянский район)
- Свято-Георгиевский скит в селе Долина
- скит святителя Иоанна Шанхайского в селе Адамовка, на месте дома Максимовичей, в котором родился святитель
- Свято-Николо-Феодосиевский скит: храм святителя Николая Чудотворца с боковым алтарём в честь святителя Феодосия, архиепископа Черниговского (1870 г.).
- Кармазиновский скит в Кармазиновке Луганской обл.

Ранее в монастыре также были церкви: Петропавловская, Преображенская (c нижним храмом в честь Казанской иконы), Ахтырская (в больничном хуторе или больничном скиту), трапезная церковь Рождества Богородицы, прп. Арсения Великого в Арсеньевом скиту, Храм Христа Спасителя в Спасо-Святогорском скиту.

Изображение Пресвятой Богородицы — Игумении у входа в Святогорскую лавру (скульптор Николай Шматько)
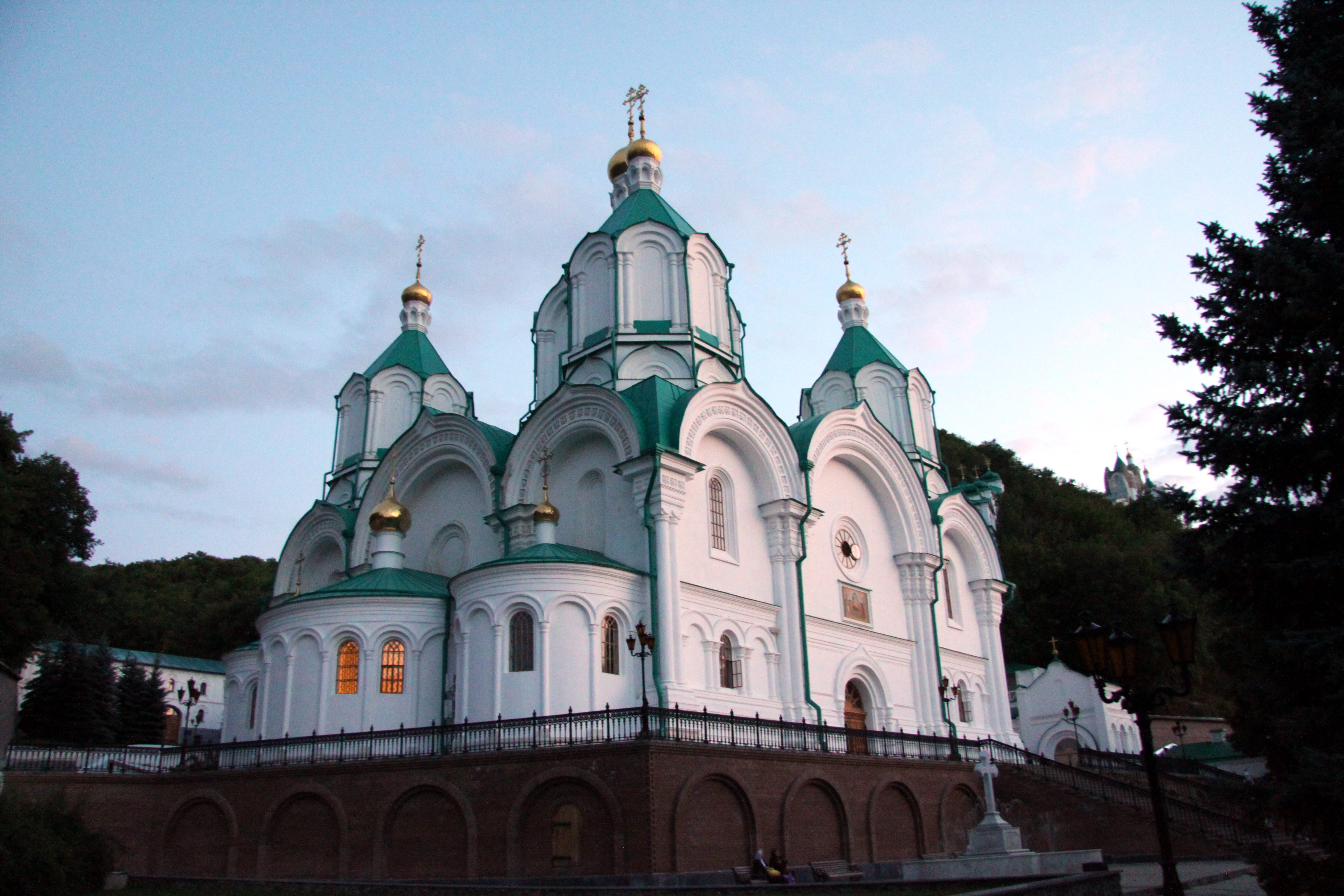
Успенский собор
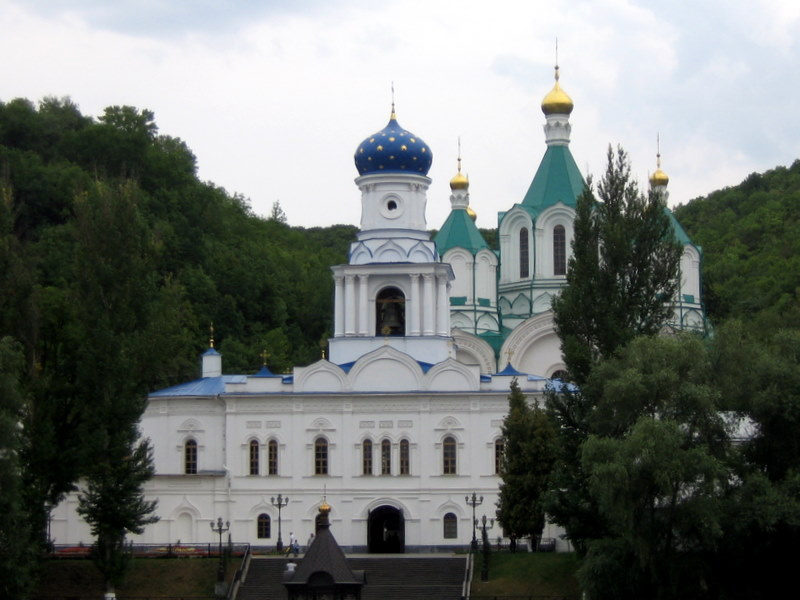
Покровская церковь
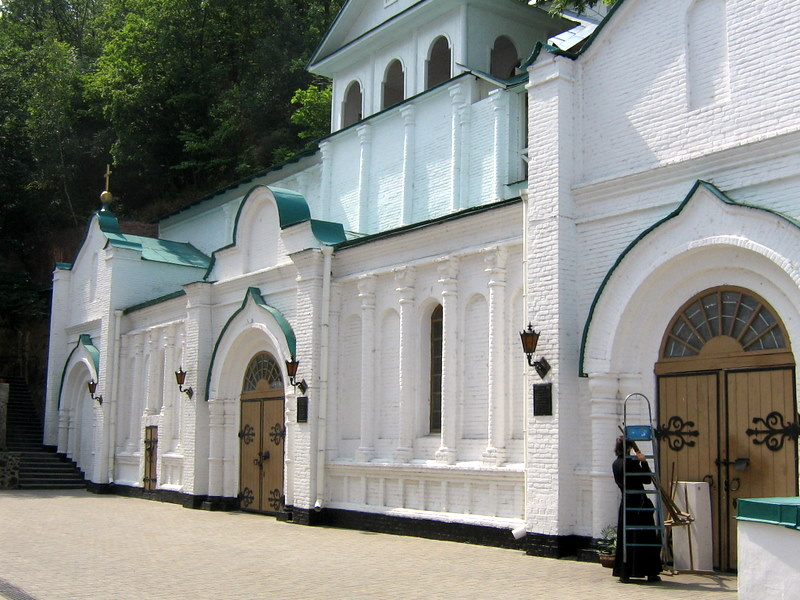
Вход в пещеры

## В художественной литературе
- В Святогорской лавре происходит действие рассказа Антона Павловича Чехова «Перекати-поле»[27].
- Монастырь описывается в рассказе Ивана Алексеевича Бунина «Святые горы»[28].
- Монастырю посвящено стихотворение Фёдора Ивановича Тютчева «Святые горы»[29].
- Василий Иванович Немирович-Данченко написал очерк «Святые горы»[30].
- Поэт Александр Белик написал стихотворения "Колокольных звонов дар"  и "Лавра" , посвящённые Святогорской лавре.